# じょしラク!
『じょしラク!』は、DISTANCEによる日本の成人向け漫画作品である。および、それを原作とする成人向けOVA。
『COMIC X-EROS』（ワニマガジン社）にて創刊号（2012年11月発売号）より13号（2013年11月発売号）まで不定期連載されていた。
本項では『COMIC E×E』（ジーオーティー）にて創刊号（2016年5月発売号）より32号（2021年7月発売号）まで連載された続編・『じょしラク! ～2 Years Later～』及び43号（2023年5月発売号）より連載している『じょしラク! ～3 Years Later～』
についても取り扱う。
35号（2022年1月発売号）に読切アフター編。37号（2022年5月発売号）にて読切番外編「じょしラク！ ～5 Years Later～」が掲載された。
2019年には初のOVAが２作連続リリースされた。また続編として2023年5月に3と4巻、6月に5と6巻を２ケ月連続リリースする。

## あらすじ

### じょしラク!
フェリアス女学院の新任教師・黒田幸太郎は訳あってラクロス部の顧問となり、部員たちに弄ばれながらも全国大会制覇を目指す。
黒田は部員達に誘惑されて、流され、暴走してしまい、部員全員手を出してしまう。
しかし、そのせいで部員の欲求不満が解消され、チームは全国大会制覇を遂げる。

### じょしラク! ～2 Years Later～
全国制覇したフェリアス女学院は一年後、桃井キャプテン世代は予選敗退と落ち込んでしまう。そして、一番後輩だった白銀さくらがキャプテンとなり再スタートする。
一方黒田も女生徒達の誘惑に流され、暴走する癖は直ったに見えたが、再び女生徒と関係を持つようになる。

## 登場人物
黒田 幸太郎 （くろだ こうたろう）
声：大鳥遊二
本作の主人公。大学の先輩である前任者の五月来夢のたっての希望でフェリアス女学院の教員となり、ラクロス部の監督に就任する。監督としての能力は未知数だが、マッサージなども身に付けている。実家はかなりの高級旅館「黒田亭」。長男だったが旅館を継がず教師になったため、母には頭が上がらない（旅館自体は姉妹が婿を取っている）。
性的興奮が高まると暴走する癖があり、避妊具なしの性交と中出しをして、女性を孕まそうとしてしまう。度々自身の暴走に反省するが、性欲が止まらなくなる。ただ、そうなるまでは受け身な状態で相手の承諾を引き出してことに及ぶスタイルは「最低なベッドヤクザ」と称される。また、一部の意見によると、身体から女性を誘うフェロモンが発せられているとのこと。
「2 Years Later」最終回では行方をくらまして新しい人生をスタートしようとするもラクロス部OG達と里奈、遥に新しい住処を特定されてしまう。更には同じマンションに住むことになる上にまた新たなラクロス部に捕まるハメとなった。
黄瀬 真鳥  （きせ まとり）
声：潮海あくあ
身長：145cm・体重：42kg・B97/W59/H87
3年生。ラクロス部のムードメーカー的存在で、黒田の童貞を奪う。子供扱いされるのが嫌いだが、内に秘めたスイッチが入ると黒田に甘えたがる一面を表に出す癖があり、その際は彼を「おにいたん」と呼ぶ。
「2 Years Later」では妹・南のコンプレックス克服に一役買うことになる。また、黒田不在時は臨時コーチを務めている。
短大の保育課に進学していて、将来は幼稚園の先生になる予定。
桃井 由梨 （ももい ゆり）
声：夢野ぼたん（#1～2） → 妃依恋（#3 ～）
身長：163cm・体重：56kg・B97/W63/H90
身長：163.3cm・B97/W63/H90（2 Years Later）
2年生。性的な妄想が暴走するとのぼせて倒れる「病気」の持ち主。黒田とのSEXで妄想癖は若干ながら改善した。
実は社長令嬢であり、「2 Years Later」では、ラクロス部の学園祭の出し物の衣装（完全オーダーメイド）をプレゼントしている。また、財力を駆使して「黒田亭」の旅費を全て負担したり、最終回で黒田が住むことになったマンションを丸々買収している。
　前作終盤までSEXを妄想だと思い込んでいた反動か黒田に対する依存度や熱烈アプローチが増えている。
青山 久美子 （あおやま くみこ）
声：三条リカ
身長：171cm・B92/W64/H93
3年生でラクロス部のキャプテン。風邪で寝込んでいた黒田の自宅を訪ねた際にも発情してしまい、黒田に処女を捧げる。
以降黒田に恋してしまい、他のメンバーに手を出す黒田にやきもきしていたが、真鳥によって全員が棒姉妹になることで吹っ切れた模様。「2 Years Later」では毎日のように黒田に弁当を届けに来て「金網の人」と呼ばれている。番外編で姉2人と弟が登場している。悩み始めるとかなり気に病む質で、部員が黒田とSEXしている際の様子を知っててみんなの前で暴露してしまったり、自分以外のメンバーが黒田と結ばれる悪夢を見たりしている。
綾と同じ大学に進学し、日本舞踊研究会に所属。引退後は綾とは逆に全く運動しなくなった結果、現役時代に比べて腹がだらしなくなっている。
白銀 さくら （しろがね - ）
声：蒼乃むすび
身長：161cm・体重：50kg・B94/W58/H88
身長：163.1cm・B95.2/W60/H88（2 Years Later）
1年生。帰国子女で、「子供はキスで出来る」というレベルで性に関する知識に疎い天然娘。黒田と桃井の現場を見てもそれがセックスだと気付かなかったが、真鳥たちの猥談から興味を持って黒田に教えを乞うた結果、初体験となる。
「2 Years Later」では3年生となり、キャプテンを務める。チームを率いるキャプテンを務めるほどに成長して幾らか情緒も成長している。黒田に対する好意も更に強まって二人の時はより甘えるようになっている。五月にまで手を出しているのを目撃して一時期気分を害した結果当たりがキツくなった時もあったが、「1週間禁欲」を要求、達成したことで機嫌を直した。
赤城 綾 （あかぎ あや）
声：琴吹司
身長：167.4cm・体重：57kg・B93/W58.9/H88
3年生。ラクロス部きっての俊足の持ち主。黒田に不信感を抱いているものの、真鳥たちの策略により半ば強制的に黒田に体を許してしまう。気が強いが怖がりな所もあって、怪談などした後は1人で暗がりやトイレに行けない。
「2 Years Later」では久美子と同じ大学に進学。陸上に転向し日本選手権で2位入賞するなど活躍する一方で、妹・栞には「黒田に気を許すな」と忠告していた。黒田に惚れている他のOG達に比べると相変わらず当たりが強いが、なんだかんだ放って置けない一面も。前作キャラの中では1番出番が少なかったが終盤、身体を張って彼とラクロス部を助けている。OGの中では彼女だけマンションに移り住んでるかは不明。
だらしなくなった久美子とは逆に前作以上に身体が引き締まっており、家でも過剰な筋トレをしている。
レズに付き纏われたり、妹もそっちの気もあるが本人は至ってノーマル。
五月 来夢 （さつき らいむ）
身長166.7cm・B102/W62.4/H93
黒田の大学時代の先輩であり、前ラクロス部顧問。寿退職に伴い、就職のあてがなかった黒田にラクロス部顧問の職を斡旋する。
番外編で初登場。「2 Years Later」第0話時点で2児の母。夫のことを愛しているのだが、酒を飲むとついつい黒田に身体を許してしまう。
最終的に4人の子供を授かるが、第2子以降は黒田の子らしい。夫はうすうす気づいてはいるようで口には出さないが気に病んでおり、趣味のハンティング時には牡鹿やカッコウに対してストレスが爆発している。

### 「2 Years Later」以降の登場人物
黄瀬 南 （きせ みなみ）
身長：187.2cm・体重：77.6kg・B107.1/W78.6/H104
1年生。真鳥の妹。小柄な姉とは逆に大柄な体格の持ち主で、本人にはそれがコンプレックスでもあったが、真鳥のサポートで黒田とSEXすることにより克服した。以降は黒田に信頼と好意を抱いている。
藍原 里奈 （あいはら りな）
身長：168.2cm・B93.2/W60.1/H95
2年生。1年時に1試合5得点を記録するなどラクロスの腕は一流だが、黒田を見下しており、第2話終盤で突然退部を申し出るが、自らに付き纏っていた男から身を守った黒田に好意が湧き、体を許す。黒田の野生的な面にも触れ、部に復帰する。
初めてを捧げたのもあってかベタ惚れしており、黒田が行方をくらました際は遥と共に即さくらを揺さぶってOG達の計画に参加。引退後も黒田を追いかけるつもりでいる様子。
山吹 遥 （やまぶき はるか）
身長：166cm・B94/W62.1/H93（2 Years Later）
第3話より登場。里奈の友人で黒田が里奈の説得に当たった際黒田を籠絡しようとするが、逆に籠絡された。その後ラクロス部に入部。ギャル姿はメイクであり、スッピンは清楚なお嬢様。当初は里奈が黒田に惚れているのを知っての遊び半分であったが、8.5話にて自分も黒田に惹かれてしまう。
ラクロス経験者である。腐女子でもあり、BL同人誌も描いている。
黒田が行方をくらました際は里奈と共に即さくらを揺さぶってOG達の計画に参加。彼女も引退後は黒田を追いかけるつもりでいる様子。
緑 ゆきな （みどり - ）
B92/W??/H??
身長：163cm・B91.4/W61/H90（2 Years Later）
1年生。黒田を監督として尊敬している。栞からも「理想」と憧れられている。だが、実は母親はSMの女王様であり、本人も男の性癖を見抜く眼力をもつ（ただし黒田と致すまでは処女）。その反面女性に対しての勘はニブい。
包み隠さず黒田に対して好意も隠さないので久美子からはもっとも危険視されている。本人自身も久美子に対して敵意剥き出しな一面も。
赤城 栞 （あかぎ しおり）
身長：154.1cm・B90/W58/H87
1年生。綾の妹で、姉譲りの俊足を持つ。百合趣味がありゆきなに想いを寄せる一方で、姉・綾から「黒田に気を許すな」と忠告されており、黒田に不信感を抱いている。
南や里奈が黒田に懐柔されていくのを見て更に不信感を高めているが、当のゆきなたちにハメられて黒田と関係を持つも、本人はそれに気づいていない。百合趣味が高じて百合同人誌を描いている。
もふぞう
黄瀬家の飼い犬。散歩時は真鳥を背中に乗せられるほどの大きさ。散歩の時間になると自発的に（リードの先を真鳥の手首に付けた上で）寝ている真鳥を乗せて出かけたり、真鳥とオセロをして10戦中「1勝するくらい」賢い。綾に命じられて灰村を取り押さえてた際にも身体を抑え込みつつ証拠を記録したレコーダーを弾いていた。
灰村 燐（はいむら りん）
調査員。フェリアス女学院ラクロス部での淫行に関する疑惑調査のために黒田亭にやってきた。実は五月の夫の実妹で、明らかに兄の子ではない子を産んだ五月を憎んでいる。学生時代は陸上をやっており赤城綾に対して憧れ以上の感情を見せるなど、ブラコンでレズ。決定的な証拠を握るが、綾の身体を張った取引で便宜を図る。
青山 由香、青山 和香（あおやま ゆか、あおやま わか）
「2 Years Later」番外編で登場。久美子の姉で双子の姉妹。27歳。20歳時に男遊びが過ぎて家を勘当されるが、アメリカで男をたぶらかしつつ多国籍企業のCEOとなる。久しぶりに帰国するが、帰宅する途中で黒田を引っかけて喰ってしまい、それ以降は久美子に命を狙われている。
久美子には他に弟の「翔太」がいる。
教頭
声：丸玉九太郎
OVA第4話より声のみ。

## 書籍情報
- 『じょしラク!』 ワニマガジン社〈ワニマガジンコミックススペシャル〉[5]、全1巻
  1. 2014年4月20日第1刷発行、ISBN 978-4-86269-296-2
    - GOT新装版  2018年12月7日初版発行（2018年12月24日発売[6]）、ISBN 978-4-8148-0117-6

- 『じょしラク! ～2 Years Later～』 ジーオーティー〈GOTコミックス〉、全4巻 
  1. 2017年6月7日初版発行（2017年5月25日発売[7]）、ISBN 978-4-8148-0029-2
  2. 2018年10月7日初版発行（2018年10月25日発売[8]）、ISBN 978-4-8148-0116-9
  3. 2022年1月31発売[9]、ISBN 978-4-82360-278-8
  4. 2022年1月31発売[10]、ISBN 978-4-82360-279-5

- 『じょしラク！〜3Years Later〜』
  1. 2024年9月31発売、ISBN2 978-4823607394

- 『じょしラク！～COMPLETE BIG BOX～』 ジーオーティー 2022年1月31日発売[11]